# Monocerotesa strigata
Monocerotesa strigata là một loài bướm đêm trong họ Geometridae.